# Aberration (astronomi)
Aberration kan åsyfta flera olika saker inom astronomin:

## Årlig aberration

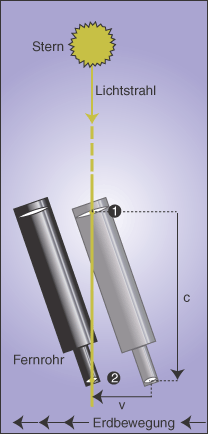
En ljusstråle uppifrån utbreder sig med hastighet c genom en kikare som rör sig med jordens hastighet v åt vänster.

Årlig aberration, en årlig rörelse av stjärnornas observerade orter omkring de sanna orterna. Vid ekliptikans pol är rörelsen cirkulär, vid lägre latituder är den elliptisk, med allt större excentricitet, och till sist vid ekliptikan är den rätlinjigt oscillerande. Den årliga aberrationen upptäcktes av James Bradley 1727 vid observationer på γ Draconis och förklarades också av honom. 
Bilden visar en stjärna som står rakt i zenit, dock är astronomen på grund av sin rörelse relativt till ljuset tvungen att ge kikaren en avvikelse från vertikalen för att se den mitt i synfältet. Man kan jämföra med hur man ska hålla ett paraply när regnet strilar rakt ner medan man cyklar. Stjärnljuset passerar objektivet när kikaren har position 1. När ljuset når okularet, har kikaren förflyttat sig till position 2. Vinkeln ges av jordens hastighet vinkelrät mot ljusets riktning i förhållande till ljusets hastighet. Då man vet, att jordens banhastighet är 30 km/sek, är förhållandet 1:10 000 eller 0,005° = ⅓ bågminut. Det var ett värde som var tydligt mätbart för Bradley.
Upptäckten av aberrationen gav på detta sätt det första direkta beviset för jordens rörelse kring solen och bekräftade det värde på ljusets hastighet, som Ole Römer funnit ur observationer av Jupiters månar.

## Daglig aberration
Daglig aberration åstadkoms av jordens rotationsrörelse. Då en observationsorts rörelse på grund av jordrotationen är betydligt mindre än den, som orsakas av jordens rörelse kring solen, är dagliga aberrationen också betydligt mindre än den årliga. Den belöper sig till högst 0,3".

## Sekulär aberration
Sekulär aberration uppkommer genom observatörens rörelse tillsammans med solen bland stjärnorna. Solens hastighet i förhållande till de ljusstarkaste stjärnorna uppgår till 19,6 km/s, och den största sekulära aberrationen är 13,5”. För stjärnor, som ligger i närheten av den punkt, apex, mot vilken solen rör sig är den sekulära aberrationen lika med noll, liksom för stjärnor i närheten av den motsatta punkten, antiapex.

## Aberrationstid
Aberrationstid är den tid ljuset behöver för att färdas ifrån en planet eller komet till jorden.

## Relativistisk förklaring till årlig aberration

Vinkel för infallende ljus i stjärnans inertialsystem (Rest Frame) respektive jordens inertialsystem (Moving Frame). Skillnaden mellan och har överdrivits i ett illustrativt syfte.

Att stjärnors observerade position skiljer sig från deras riktiga position kan förklaras med hjälp av relativistisk hastighetsaddition, som följer från Lorentztransformationen. Jorden håller hastigheten {\displaystyle v} relativt stjärnan som ljuset faller in från. Enligt den speciella relativitetsteorin är ljusets hastighet {\displaystyle c} både i stjärnans och jordens inertialsystem, men komponenten i {\displaystyle x}- respektive {\displaystyle y}-led är {\displaystyle u_{x}'=-c\sin(\phi )} respektive {\displaystyle u_{y}'=-c\cos(\phi )} i jordens inertialsystem och  {\displaystyle u_{x}=-c\sin(\theta )} respektive {\displaystyle u_{y}=-c\sin(\theta )} i stjärnans inertialsystem. Dessa hastigheter kan relateras till varandra från hastighetsadditionsformlerna som följer från Lorentztransformationen enligt 
{\displaystyle u_{x}'={\frac {u_{x}-v}{1-u_{x}v/c^{2}}}}
{\displaystyle u_{y}'={\frac {u_{y}}{\gamma (1-u_{x}v/c^{2})}}}
där {\displaystyle \gamma =1/{\sqrt {1-v^{2}/c^{2}}}} är Lorentzfaktorn. Tangens för vinkeln i jordens inertialsystem är därför
{\displaystyle \tan(\phi )={\frac {\sin(\phi )}{\cos(\phi )}}={\frac {-c\sin(\phi )}{-c\cos(\phi )}}={\frac {u_{y}'}{u_{x}'}}={\frac {u_{y}}{\gamma (u_{x}-v)}}={\frac {\sin(\theta )}{\gamma (\cos(\theta )-v/c)}}.}
Med hjälp av den trigonometriska identiteten
{\displaystyle \tan {\left({\frac {1}{2}}\phi \right)}={\frac {\sin \left(\phi \right)}{1+\cos \left(\phi \right)}}}
kan detta uttryckas som 
{\displaystyle \tan {\left({\frac {1}{2}}\phi \right)}={\sqrt {\frac {c-v}{c+v}}}\tan {\left({\frac {1}{2}}\theta \right)}.}
Om {\displaystyle v} är positiv, alltså om jorden färdas mot stjärnan, gäller att {\displaystyle \theta >\phi }. Om {\displaystyle v} istället är negativ, alltså om jorden färdas från stjärnan, gäller istället att {\displaystyle \theta <\phi }. Beroende på läge runt solen kan jorden färdas radiellt från eller mot en annan stjärna och det är mellan dem två extremfallen som skillnaden i vinkel för infallande ljus är som störst. 
Formlerna kan generaliseras för infallande partiklar och vågor som inte håller ljushastigheten {\displaystyle c}. Då håller dock inte det som faller in samma hastighet i jordens inertialsystem som i källans inertialsystem, vilket gör att formlerna inte går att förenkla lika mycket som för ljus. En partikel, som faller in mot jorden med hastighet {\displaystyle u} och vinkel {\displaystyle \theta } i källans inertialsystem, kommer i jordens inertialsystem att falla in med vinkeln {\displaystyle \phi } enligt ekvationen 
{\displaystyle \tan(\phi )={\frac {\sin(\phi )}{\cos(\phi )}}={\frac {u_{y}'}{u_{x}'}}={\frac {u_{y}}{\gamma (u_{x}-v)}}={\frac {\sin(\theta )}{\gamma (\cos(\theta )-v/u)}}.}
Motsvarande ekvation för en våg med hastighet {\displaystyle u} är  
{\displaystyle \tan(\phi )={\frac {\sin(\theta )}{\gamma (\cos(\theta )-uv/c^{2})}}.}